# Фридрих Грим
Вижте пояснителната страница за други личности с името Фридрих Грим.
Фридрих Грим (на немски: Friedrich Grimm), с пълно име Фридрих Вилхелм Йоханес Грим (на немски: Friedrich Wilhelm Johannes Grimm) е германски юрист, политик и публицист настроен антисемитски. Противопоставя се остро на Версайската система от договори след Първата световна война, считайки т.нар. политически убийства във Ваймарската република за „неизбежно зло“.
Фридрих Грим подкрепя възхода на националсоциализма в Германия, а след Компиенското примирие се противопоставя на френската съпротива, ангажирайки се с каузата на френската национална политика на правителството на Виши. След Втората световна война е сред отрицателите на Холокоста, полагайки усилия за амнистиране на водачите на Нацистка Германия.
Фридрих Грим е ангажиран от германското правителство като представител на държавата в процеса за убийството на Ернст фон Рат във Франция.

## За него
- Richard Bracht: Essener Köpfe. Wer war was?, Essen 1985 ISBN 3-87034-037-1
- Norbert Frei: Vergangenheitspolitik. Die Anfänge der Bundesrepublik und die NS-Vergangenheit, Deutscher Taschenbuchverlag München 1999 (2. Auflage 2002), ISBN 3-423-30720-X
- Friedrich Karl Kaul, Der Fall des Herschel Grynszpan, Akademieverlag Berlin (Ost) 1965
- Ernst Klee: Das Personenlexikon zum Dritten Reich, Frankfurt a.M. 2003 (2. durchgesehene Aufl.), S. 200 – 201 ISBN 3-10-039309-0
- Wolfgang Kowalsky, Kulturrevolution? die Neue Rechte im neuen Frankreich und ihre Vorläufer, Opladen 1991, ISBN 3-8100-0914-8
- Lieselotte Steveling: Juristen in Münster: Ein Beitrag zur Geschichte der Rechts- und staatswissenschaftlichen Fakultät der westfälischen Wilhelms-Universität Münster/ Westf. LIT Verlag Berlin-Hamburg-Münster, 1999
- Elke Mayer: Verfälschte Vergangenheit: Zur Entstehung der Holocaust-Leugnung in der Bundesrepublik Deutschland unter besonderer Berücksichtigung rechtsextremer Publizistik von 1945 bis 1970. Peter Lang Frankfurt; Auflage: 1 (August 2003), ISBN 978-3-631-39732-9
- Armin Mohler, Karlheinz Weissmann: Die konservative Revolution in Deutschland 1918 – 1932. Ein Handbuch, 6., völlig überarbeitete und erweiterte Auflage, Graz 2005
- Roland Ray, Annäherung an Frankreich im Dienste Hitlers?- Otto Abetz und die deutsche Frankreichpolitik, 1930 – 1942, München 2000, ISBN 3-486-56495-1
- Heinrich Senfft: Richter und andere Bürger. 150 Jahre politische Justiz und neudeutsche Herrschaftspolitik, Greno Verlag, Nördlingen 1988, ISBN 3-89190-957-8,
- Hermann Weiß (Hrsg.): Biographisches Lexikon zum Dritten Reich, Frankfurt a.M. 2002, ISBN 3-596-13086-7.

Unter dem Autor Friedrich Grimm post mortem von Symphatisanten herausgegebene und bearbeitete Texte, bei denen fraglich ist, inwieweit sie von Grimm stammen oder nicht.
- Friedrich Grimm: Mit offenem Visier: Aus d. Lebenserinnerungen e. dt. Rechtsanwalts. Als Biographie bearb. von Hermann Schild (d.i. Helmut Sündermann), Leoni am Starnberger See, 1961.
- Friedrich Grimm, Frankreichberichte-1934 bis 1944, hrsg. vom Kreis seiner Freunde, Bodman 1972